# Liste der Kulturgüter in Kaisten
Die Liste der Kulturgüter in Kaisten enthält alle Objekte in der Gemeinde Kaisten im Kanton Aargau, die gemäss der Haager Konvention zum Schutz von Kulturgut bei bewaffneten Konflikten, dem Bundesgesetz vom 20. Juni 2014 über den Schutz der Kulturgüter bei bewaffneten Konflikten sowie der Verordnung vom 29. Oktober 2014 über den Schutz der Kulturgüter bei bewaffneten Konflikten unter Schutz stehen.
Objekte der Kategorie A sind im Gemeindegebiet nicht ausgewiesen, Objekte der Kategorie B sind vollständig in der Liste enthalten, Objekte der Kategorie C fehlen zurzeit (Stand: 1. Januar 2023).

## Kulturgüter
| Foto | | Objekt                                                                               | Kat. | Typ | Standort                          | Beschreibung |
| ---- | --- | ------------------------------------------------------------------------------------ | ---- | --- | --------------------------------- | ------------ |
| ja   | Datei hochladen · Wikidata zu Ehemalige Stiftsmühle Kloster Säckingen (Q29576260)                                      | Ehemalige Stiftsmühle des Klosters Säckingen KGS-Nr.: 15454                          | B    | G   | Mühliweg 10 645418 / 265923       |              |
| ja   | Datei hochladen · Wikidata zu St. Wendelinskapelle (Q16321140)                                                         | St. Wendelinskapelle KGS-Nr.: 15455                                                  | B    | G   | Unterhalden 178.1 646133 / 266569 |              |
| BW   | Datei hochladen · Wikidata zu Fasnachtsberg; Ruine einer mittelalterlichen Burg, prähistorische Fundstelle (Q29576263) | Fasnachtsberg (mittelalterliche Burgruine, prähistorische Fundstelle) KGS-Nr.: 15456 | B    | F   | 646000 / 265899                   |              |
| BW   | Datei hochladen · Wikidata zu Hardwald / Junkermatten (Grabhügel der älteren Eisenzeit) (Q105478705)                   | Hardwald / Junkermatten (Grabhügel der älteren Eisenzeit) KGS-Nr.: 15457             | B    | F   | 642951 / 266815                   |              |
| BW   | Datei hochladen · Wikidata zu Hardwald / Seehübel (frühneuzeitliche Eisenschmelze / Röstofen) (Q105480542)             | Hardwald / Seehübel (frühneuzeitliche Eisenschmelze / Röstofen) KGS-Nr.: 15458       | B    | F   | 643721 / 265680                   |              |
| ja   | Datei hochladen · Wikidata zu Römisch-katholische Pfarrkirche (Q29576266)                                              | Römisch-katholische Pfarrkirche KGS-Nr.: 15459                                       | B    | G   | Poststrasse 9.4 645743 / 265651   |              |